# Wicked Game
Wicked Game ist ein Song des US-amerikanischen Rockmusikers Chris Isaak, der 1989 auf seinem Album Heart Shaped World und im Juli 1989 und erneut im November 1990 als Single veröffentlicht wurde.
Das Lied erreichte große Popularität, nachdem es ein Jahr später als Instrumentalversion im David-Lynch-Film Wild at Heart verwendet wurde. Die Single stieg bis auf Platz sechs der Billboard Hot 100 in den Vereinigten Staaten, Platz zehn in den britischen Charts und Platz neun in den deutschen Singlecharts.

## Komposition und Produktion
Wicked Game ist in der Tonart H-dorisch geschrieben.
Über mehrere Jahre entstanden Aufnahmen des Songs in verschiedenen Versionen und Arrangements, die jedoch zunächst ungenutzt blieben. Toningenieur Mark Needham führte dies darauf zurück, dass das Schlagzeug nicht den erwünschten metronomischen Charakter hatte, der jedoch insbesondere in den Strophen als notwendig erachtet wurde. Im Jahr 1988 wurden weitere Aufnahmen in den Fantasy Studios im kalifornischen Berkeley angefertigt, die Grundlage der Bearbeitung in den Dave Wellhausen Studios in San Francisco wurden.
Sowohl die Schlagzeugspur von Kenney Dale Johnson, als auch die Bassspur von Rowland Salley wurden als Samples aus mehreren früheren Aufnahmen zusammengestellt und geloopt. Die Leadgitarre, deren Spur ebenfalls aus mehreren Aufnahmen zusammengestellt wurde, spielte das Bandmitglied James Calvin Wilsey (1957–2018). Chris Isaak selbst spielte zwei Spuren mit Akustikgitarren ein. Der Hintergrundgesang stammt nicht von professionellen Sängern, sondern von Freunden Isaaks.
Die Abmischung erfolgte schließlich in den Amigo Studios in Hollywood.

## Video
Das erste Video zum Song wurde von David Lynch gedreht. In diesem Clip sind Aufnahmen von Chris Isaak und Band mit Szenen aus Lynchs Film Wild at Heart zu sehen.
Mit der zunehmenden Bekanntheit des Liedes und zur Bewerbung der veröffentlichten Best-of-Compilation Wicked Games wurde Anfang 1991 ein zweites Video unter der Regie von Herb Ritts gedreht. In dieser heute sehr viel bekannteren Version räkelt sich Chris Isaak mit dem Model Helena Christensen am Strand. Das Video, das in Schwarz-Weiß gehalten ist und eine Szenerie aus anrollenden Wellen, ziehenden Wolken und unberührtem Sandstrand zeigt, wurde mehrfach ausgezeichnet. So gewann es bei den MTV Video Music Awards 1991 in den Kategorien Best Cinematography, Best Video From a Film und Best Male Video, und wurde in vier weiteren Kategorien nominiert (Best Video of the Year, Best Direction, Best Editing und Viewer's Choice). Auf der Liste der 100 besten Musikvideos des Rolling-Stone-Magazins 1993 erreichte das Video Platz 73, auf der Liste von VH1 im Jahr 2001 belegte es Platz 13. Das Musikvideo zum Lied Screwing You on the Beach at Night der Bloodhound Gang ist eine Parodie auf Ritts' Video.
Die Schweizer Videokünstlerin Pipilotti Rist verwendete das Lied 1996 in ihrem Video Sip My Ocean.

## Kommerzieller Erfolg

### Chartplatzierungen
| ChartsChartplatzierungen       | Höchstplatzierung | Wochen |
| ------------------------------ | ----------------- | ------ |
| Deutschland (GfK)              | 9 (19 Wo.)        | 19     |
| Vereinigte Staaten (Billboard) | 10 (13 Wo.)       | 13     |
| Vereinigtes Königreich (OCC)   | 6 (24 Wo.)        | 24     |

| ChartsJahrescharts (1991)      | Platzierung |
| ------------------------------ | ----------- |
| Deutschland (GfK)              | 39          |
| Vereinigte Staaten (Billboard) | 79          |

### Auszeichnungen für Musikverkäufe
| Land/Region                  | Auszeichnungen für Musikverkäufe (Land/Region, Auszeichnung, Verkäufe) | Verkäufe  |
| ---------------------------- | ---------------------------------------------------------------------- | --------- |
| Dänemark (IFPI)              | Platin                                                                 | 90.000    |
| Deutschland (BVMI)           | Gold                                                                   | 300.000   |
| Italien (FIMI)               | Platin                                                                 | 100.000   |
| Neuseeland (RMNZ)            | Platin                                                                 | 30.000    |
| Spanien (Promusicae)         | Platin                                                                 | 60.000    |
| Vereinigte Staaten (RIAA)    | Gold                                                                   | 500.000   |
| Vereinigtes Königreich (BPI) | 2× Platin                                                              | 1.200.000 |
| Insgesamt                    | 2× Gold · 6× Platin ·                                                  | 2.280.000 |

## Coverversionen
Der Titel wurde in vielen Versionen von anderen Künstlern gecovert. Darunter folgende:
- Emika (Album: Dva)
- Fatboy Slim machte einen Remix namens Praise a Wicked Game aus Wicked Game und seinem Song Praise You.
- G-Eazy
- Gemma Hayes (Album: Wicked Game, 2012)
- Giant Drag (Album: Hearts & Unicorns)
- Green Carnation
- Gregorian (Album: Master of Chant III)
- Heather Nova (Album: Redbird)
- HIM (Album: Greatest Love Songs, Vol. 666)
- In Flames (EP: Down, Wicked & No Good; 2018)
- James Vincent McMorrow (2010)
- JJ72 (Album: Always & Forever)
- Karo (Album: Home, 2013)
- Larkin Poe (2021)
- The Last Dinner Party (2024)
- Lingua Ignota (2020)
- London Grammar* Maroon 5
- Marcus & Martinus[18]
- Midland (2019)
- Novaspace (Album: DJ Edition)
- Parra for Cuva ft. Anna Naklab (2014: DE #89 NL #6 BEL #15)[19]
- A Perfect Circle
- Pink (Live: The Truth About Love Tour 2013)
- Pipilotti Rist/Les Reines Prochaines -I'm A Victim Of This Song (Wicked) (Album: Le Coeur en Beurre-Doublegras)
- R.E.M.
- Allie Sherlock (Album Allie)
- Stone Sour
- Tenacious D[20]
- Theory of a Deadman
- Three Days Grace
- Trentemøller
- Turin Brakes (erschienen 2010 auf der EP Everybody Knows Every Day’s a Wicked Black Game)